# 세르게이 클류긴
세르게이 페트로비치 클류긴(러시아어: Серге́й Петро́вич Клю́гин, 1974년 3월 24일~)은 러시아의 육상 선수로 주 종목은 높이뛰기이다. 2000년 하계 올림픽 남자 높이뛰기 종목에서 금메달을 획득했다.

## 경력
키네시마에서 태어났다. 1991년에 소련 높이뛰기 주니어 국가대표로 발탁되었고 그 해 8월에 그리스 테살로니키에서 열린 1991년 유럽 주니어 선수권 대회에서 2.27m의 기록으로 영국의 스티브 스미스의 뒤를 이어 은메달을 획득했다. 이듬해인 1992년 9월에는 독립국가연합 주니어 국가대표로 대한민국 서울에서 열린 1992년 세계 주니어 선수권 대회에 참가하여 2.20m의 기록으로 5위에 올랐다.
1993년부터 러시아 국가대표로 활동하기 시작했으며 2월에 이탈리아 페사로에서 열린 페사로 국제 대회에서 2.26m로 1위를 하면서 첫 성인 국제 대회 메달을 획득했다. 이후 1997년부터 메이저 대회에 출전하기 시작했다. 그 해 3월에는 프랑스 파리에서 열린 1997년 세계 실내 선수권 대회에 참가하여 예선에서 2.24m를 기록하여 14위에 오르며 결선 진출에는 실패했다. 같은 해 8월에는 그리스 아테네에서 열린 1997년 세계 선수권 대회에 참가하면서 자신의 첫 세계 선수권 대회를 경험했다. 그는 2.29m의 기록으로 11위에 올랐다. 이후 이탈리아 시칠리아에서 열린 1997년 하계 유니버시아드에서 2.23m의 기록으로 5위에 올랐다.
1998년 7월에는 노르웨이 오슬로에서 열린 비슬레트 게임에 참가하면서 첫 골든 리그 경기를 가졌으며 2.28m의 기록으로 폴란드의 아르투르 파르티카와 독일의 마르틴 부스의 뒤를 이어 동메달을 획득했다. 같은 달에 미국 뉴욕에서 열린 1998년 굿윌 게임에서는 2.20m의 기록으로 7위에 올랐다. 8월에는 스위스 취리히에서 열린 취리히 벨트클라세에서 2.36m라는 개인 기록을 세우면서 세계 기록 보유자인 쿠바의 하비에르 소토마요르와 미국의 찰스 오스틴이라는 두 올림픽 금메달리스트를 꺾고 우승했다. 같은 달 부다페스트에서 열린 1998년 유럽 선수권 대회에서 2.32m를 기록하여 폴란드의 파르티카와 영국의 돌턴 그랜트의 뒤를 이어 동메달을 획득했으며, 벨기에 브뤼셀에서 열린 메모리얼 판 담 대회에서 2.28m의 기록으로 독일의 부스와 미국의 브라이언 브라운을 누르고 우승했다. 같은 해 9월에는 남아프리카 공화국 요하네스버그에서 열린 월드컵에서 2.28m의 기록으로 오스틴과 소토마요르의 뒤를 이어 3위에 올랐다.
1999년 6월에는 오슬로에서 열린 비슬레트 게임에서 2.28m의 기록으로 쿠바의 소토마요르의 뒤를 이어 2위에 올랐으며, 8월에 스페인 세비야에서 열린 1999년 세계 선수권 대회에 참가하여 2.20m의 기록으로 예선 24위를 기록했다. 이듬해인 2000년 6월 생드니에서 열린 프랑스 그랑프리에서 2.31m의 기록으로 이스라엘의 콘스탄틴 마투세비치와 유고슬라비아의 드라구틴 토피치를 누르고 우승했다. 이후에 열린 육상 그랑프리 대회에서는 입상에 실패하다가 8월에 브뤼셀에서 열린 메모리얼 판 담에서 2.28m의 기록으로 미국의 오스틴과 캐나다의 콰쿠 보아텡의 뒤를 이어 3위에 올랐다.
이후 9월에 베를린에서 열린 ISTAF 육상 대회에서 2.29m를 기록하여 캐나다의 마크 보스웰과 알제리의 압둘라흐만 함마드의 뒤를 이어 동메달을 획득했고 같은 달에 시드니에서 열린 2000년 하계 올림픽에서 2.35m의 기록으로 쿠바의 소토마요르와 알제리의 함마드를 누르고 금메달을 획득하였다. 올림픽 이후인 10월에 카타르 도하에서 열린 그랑프리 파이널에서 2.20m의 기록으로 5위에 올랐다. 이듬해인 2001년 6월 아테네에서 열린 IAAF 그랑프리에서 5위, 7월에 스웨덴 스톡홀름에서 열린 DN 갈란에서 9위를 기록했고 같은 해 8월에 캐나다 에드먼턴에서 열린 2001년 세계 선수권 대회에 참가했다. 그는 2.30m의 기록으로 스웨덴의 스테판 홀름과 공동 5위에 올랐으며 3위에 올랐던 소토마요르의 도핑 적발로 4위로 정정되었다. 같은 해 9월에는 오스트레일리아 브리즈번에서 열린 2001년 굿윌 게임에서 2.20m의 기록으로 7위에 올랐다.
2002년부터 야로슬라프 리바코프, 뱌체슬라프 보로닌, 표트르 브라이코 등의 경쟁자에게 밀리면서 국가대표팀 주전에서 제외되었으며 그랑프리를 제외하면 군소 국제 대회에 참가했다. 2004년 3월에는 잠시 1군으로 복귀하여 부다페스트에서 열린 2004년 세계 실내 선수권 대회에 참가하여 2.24m의 기록으로 예선 12위에 올랐다. 이후 러시아 국가대표 2진으로 활동하였고 2007년에 현역 생활 도중에 아내이자 러시아 국가대표 높이뛰기 선수인 빅토리야의 개인 코치를 맡으며 지도자 경력을 시작했다. 2007년 2월에 세르비아 노비사드에서 열린 유로톱 높이뛰기 대회에서 7위를 하면서 마지막 국가대표 경기를 마쳤으며 2008년에 현역에서 은퇴했다. 이후 러시아 국가대표팀 코치가 되어 이반 우호프, 스베틀라나 시콜리나, 세르게이 무라도프 등의 러시아 국가대표 높이뛰기 선수를 양성했다.
2001년에 러시아 정부로부터 존경훈장, 2013년에 우애훈장을 받았다.